# Membrillo (Camuy)
Membrillo es un barrio ubicado en el municipio de Camuy en el Estado Libre Asociado de Puerto Rico. En el Censo de 2010 tenía una población de 3459 habitantes y una densidad poblacional de 512,09 personas por km².

## Geografía
Membrillo se encuentra ubicado en las coordenadas 18°28′58″N 66°52′2″O / 18.48278, -66.86722. Según la Oficina del Censo de los Estados Unidos, Membrillo tiene una superficie total de 6.75 km², de la cual 5.14 km² corresponden a tierra firme y (23.89%) 1.61 km² es agua.

## Demografía
Según el censo de 2010, había 3459 personas residiendo en Membrillo. La densidad de población era de 512,09 hab./km². De los 3459 habitantes, Membrillo estaba compuesto por el 88.32% blancos, el 5.03% eran afroamericanos, el 0.12% eran amerindios, el 0.03% eran asiáticos, el 4.16% eran de otras razas y el 2.34% pertenecían a dos o más razas. Del total de la población el 99.28% eran hispanos o latinos de cualquier raza.